# Dwurieczje (Kraj Kamczacki)
Dwurieczje (ros. Двуречье) – osiedle w Rosji, w Kraju Kamczackim, w rejonie jelizowskim. W 2010 liczyło 256 mieszkańców.